# Võ Văn Phước
Võ Văn Phước (sinh năm 1965) là thẩm phán trung cấp người Việt Nam. Ông hiện giữ chức vụ Chánh án Tòa án nhân dân tỉnh Đồng Nai. 

## Tiểu sử
Võ Văn Phước sinh năm 1965, quê quán tại tỉnh Long An.
Ông có bằng Cử nhân Luật, Thạc sĩ Khoa học giáo dục.
Ông là đảng viên Đảng Cộng sản Việt Nam.
Ngày 25 tháng 9 năm 2015, Võ Văn Phước, Chánh Thanh tra tỉnh Đồng Nai, được Chủ tịch nước Việt Nam Trương Tấn Sang bổ nhiệm chức danh thẩm phán trung cấp và được Chánh án Tòa án nhân dân tối cao Việt Nam Trương Hòa Bình bổ nhiệm giữ chức vụ Chánh án Tòa án nhân dân tỉnh Đồng Nai.
Tính đến lúc này, ông đã có 23 năm công tác trong ngành tư pháp, thanh tra.
Hiện nay (2018), ông đang là Thẩm phán trung cấp, Chánh án Tòa án nhân dân tỉnh Đồng Nai.